# Площадь Звёзд эстрады
Пло́щадь Звёзд эстра́ды — бывшая площадь-аллея в центре Москвы в Тверском районе у Москворецкой набережной, рядом с центральным входом ныне не существующего ГЦКЗ «Россия». Названо по распоряжению Премьера Правительства Москвы, название присутствовало в ряде справочников.

## Описание
Аллея располагалась в центре Москвы, на стороне Зарядья. Была создана по образцу голливудской «Аллеи славы» и, по замыслу её вдохновителей, должна представлять самых выдающихся деятелей современной русской популярной культуры. Первыми именными табличками обзавелись певец Валерий Леонтьев, поэт-песенник Илья Резник и композитор Игорь Крутой. Группа «На-На» была удостоена звезды вместе с её создателем Бари Алибасовым. По этому поводу Государственное телевидение России сняло три телепрограммы. Среди первых обладателей «звёзд» — народная артистка РФ певица Гелена Великанова, исполнительница романсов Алла Баянова, советские телеведущие, танцоры, хореографы и другие. В 2003 году была установлена звезда народному артисту СССР Владимиру Мулявину и ансамблю "Песняры", в сентябре 2004-го - народному артисту России Георгию Гараняну. В 2005 году — народной артистке Казахстана Розе Рымбаевой. В июне 1996 года — народной артистке России Изабелле Юрьевой.
В мае 2003 года появилась именная звезда знаменитой польской певицы Анны Герман, приуроченная к её 65-летию.
В 2005 году, во время демонтажа комплекса зданий в квартале Зарядья, площадь Звёзд эстрады была временно закрыта до окончания комплексной реконструкции этой территории. В 2006 году ГЦКЗ «Россия» переехал во дворец спорта «Лужники», а также начались работы по демонтажу гостиницы «Россия», после чего площадь оказалась фактически утрачена. Существовали планы по восстановлению площади на территории парка «Зарядье».